# Ophiorrhiza alata
Ophiorrhiza alata là một loài thực vật có hoa trong họ Thiến thảo. Loài này được Craib mô tả khoa học đầu tiên năm 1932.